# Dryopsophus novaehollandiae
Espèce
Synonymes
- Cyclorana novae-hollandiae Steindachner, 1867
- Cyclorana novaehollandiae Steindachner, 1867
- Litoria novaehollandiae (Steindachner, 1867)
- Phractops alutaceus Peters, 1867

Statut de conservation UICN

 LC  : Préoccupation mineure
Dryopsophus novaehollandiae est une espèce d'amphibiens de la famille des Pelodryadidae.

## Répartition
Cette espèce est endémique d'Australie. Elle se rencontre dans la presque totalité du Queensland, à l'exception des régions de l'extrême ouest, et dans le nord-est de la Nouvelle-Galles du Sud, ce qui représente 1 175 700 km2.

## Description
Les mâles mesurent de 61 à 81 mm et les femelles de 71 à 101 mm.
Cette espèce a la face dorsale gris pâle, brune ou jaunâtre et présente parfois des taches sombres. Sa face ventrale est blanche avec la gorge tachetée. Sa tête est ornée d'une rayure noire s'étendant du museau jusqu'à l'épaule en passant par le tympan. Généralement une autre rayure part sous l’œil pour rejoindre la gueule. Ses cuisses sont bleuâtres. Ses orteils sont légèrement palmés.
La période de reproduction débute après la saison des pluies, en été ou au début de l'automne. La ponte, qui comporte jusqu'à près de 5 000 œufs, est pondue par paquet d'un millier d’œufs en eau peu profonde. Au départ les amas d’œufs ont tendance à flotter mais sombrent par la suite. Les têtards mesurent jusqu'à 95 à 100 mm. Ils sont ronds et d'une couleur dorée et leur métamorphose a lieu après 4 à 6 semaines. Ils ressemblent aux adultes mais sont parfois vert brillant et leur taille est alors de 35 à 40 mm.

## En captivité
Aux États-Unis cette espèce est élevée en vivarium.

## Étymologie
Son nom d'espèce lui a été donné en référence à son lieu de découverte, la Nouvelle-Hollande, ancien nom donné à l'Australie.

## Galerie

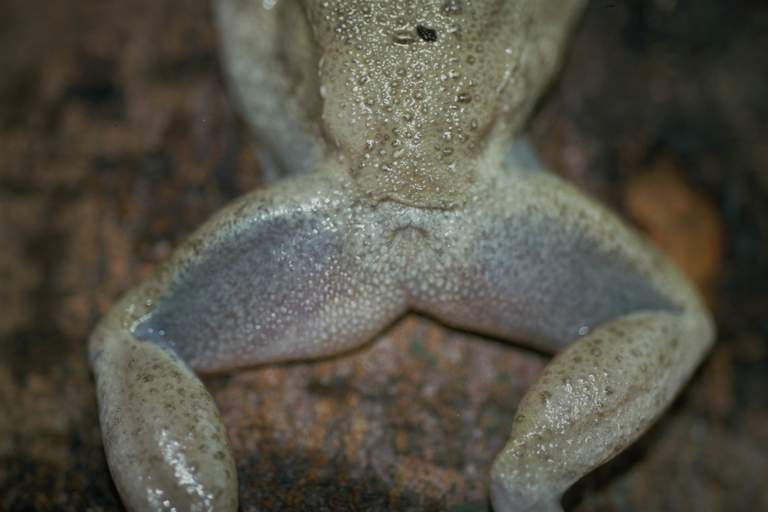
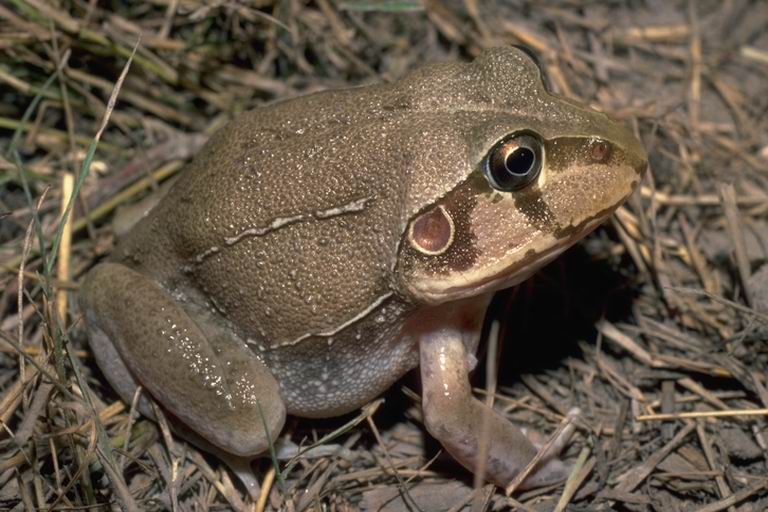
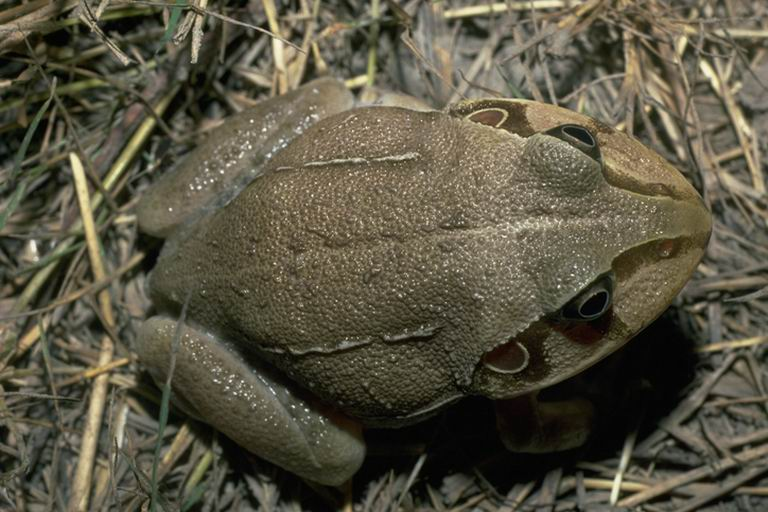
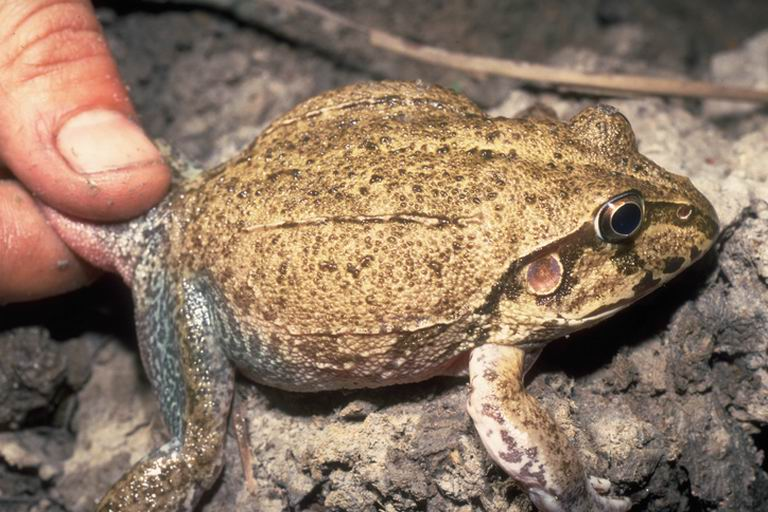

## Publication originale
- Steindachner, 1867 : Reise der österreichischen Fregatte Novara um die Erde in den Jahren 1857, 1858, 1859 unter den Befehlen des Commodore B. von Wüllerstorf-Urbair (1861) - Zoologischer Theil - Erste Band - Amphibien p. 1-70 (texte intégral).